# Republik Dahomey
Die Republik Dahomey oder Dahome (französisch République du Dahomé) war der Vorläuferstaat Benins. Sie wurde am 11. Dezember 1958 als eine autonome Republik etabliert. Bevor das Land die Autonomie erhielt, war es als Kolonie Dahomey Teil der Französischen Union, die wiederum aus dem Königreich Dahomey und anderen kolonialisierten Staaten und Gebieten gebildet wurde. Am 1. August 1960 erhielt es die volle Unabhängigkeit von Frankreich.

## Geschichte
Erster Präsident des unabhängigen Dahomey wurde Hubert Maga. Er wandelte das demokratische Land unter der Herrschaft der Einheitspartei Rassemblement Démocratique du Dahomé allmählich in eine persönliche Diktatur um.
Ende 1963 fand der erste Militärputsch unter Leitung von Oberst Christophe Soglo im Land statt. Es wurde eine neue Verfassung angenommen und das Mehrparteiensystem wiederhergestellt; zudem fanden Präsidentschafts- und Parlamentswahlen statt. Sourou-Migan Apithy wurde zum Präsidenten gewählt und verkündete den Verlauf des sozialistischen Weges.
Zwei Jahre später kam 1965 der zweite Militärputsch – diesmal erfolgte er durch eine Gruppe hochrangiger Offiziere. 1968 wurde Émile Derlin Henri Zinsou zum Präsidenten gewählt, der nun einen prowestlichen Kurs verfolgte. Im Dezember 1969 kam es zu einem dritten Militärputsch. Als Folge wurde die Macht an Maga und Apithy zurückgegeben.
Am 26. Oktober 1972 führte der stellvertretende Stabschef der Armee, Major Mathieu Kérékou, einen weiteren Putsch gegen den Präsidenten Justin Ahomadégbé durch. Ahomadégbé und die beiden anderen Mitglieder des Präsidialrates, neben Maga auch Ex-Präsident Sourou-Migan Apithy, wurden bis 1981 inhaftiert. Kérékou ernannte sich selbst zum Präsidenten und regierte das Land mit einer marxistisch-leninistischen Ausrichtung. Im Benin sollte das Afrikanische Kuba entstehen. Im November 1974 wurde er zusätzlich Vorsitzender des neu gebildeten Politbüros. Ihm gelang es, im Land die seit der Unabhängigkeit des Landes weitgehend zusammengebrochene zivile Ordnung wiederherzustellen. Als Einheitspartei gründete er die Parti de la révolution populaire du Bénin.
Im Dezember 1975 wurde das Land von Kérékou in Volksrepublik Benin umbenannt, nach der Bucht von Benin (die wiederum benannt ist zu Ehren des Königreichs Benin mit der Hauptstadt Benin im modernen Nigeria), da der Name „Benin“, im Gegensatz zu „Dahomey“, als politisch neutral für alle ethnischen Gruppen im Land galt.